# François Henri Troy
Pour les articles homonymes, voir Troy (homonymie).
François Joseph Henri Troy, né le 22 avril 1771 à Laymont (Gers) et mort le 11 juin 1841 à Lombez (Gers), est un homme politique français.

## Biographie
Militaire du 24e chasseurs à cheval, puis officier de cavalerie, il est maréchal des logis chef lorsqu'il fait partie en 1808 de la garde d'honneur de Napoléon 1er, lors de son passage à Auch.
Après avoir été maire du village de Laymont, il est juge d'instruction au tribunal civil de Lombez, conseiller général, il est député du Gers de 1835 à 1839, siégeant dans la majorité soutenant les ministères de la Monarchie de Juillet.

## Sources
- « François Henri Troy », dans Adolphe Robert et Gaston Cougny, Dictionnaire des parlementaires français, Edgar Bourloton, 1889-1891 [détail de l’édition]